# Horacio Quiroga
Horacio Silvestre Quiroga Forteza (Salto, 31 de diciembre de 1878-Buenos Aires, 19 de febrero de 1937) fue un cuentista, dramaturgo y poeta uruguayo. Fue uno de los maestros del cuento latinoamericano, de prosa vívida, naturalista y modernista. Sus relatos a menudo retratan a la naturaleza con rasgos temibles y horrorosos, como enemiga de las circunstancias del ser humano. Ha sido comparado con el escritor estadounidense Edgar Allan Poe.

## Biografía

### Infancia
Horacio Silvestre  Quiroga Forteza nació el 31 de diciembre de 1878, en la ciudad de Salto, Uruguay, en el noroeste del país, sobre el río Uruguay. Hijo del vicecónsul argentino en Salto, Prudencio Facundo Quiroga, y de Pastora Forteza. Su padre era nieto de Facundo Quiroga, caudillo argentino cuyo origen familiar se remonta hasta inmigrantes gallegos asentados en la provincia de San Juan durante el siglo XVII y luego trasladados hacia La Rioja. El mismo falleció de forma trágica, al dispararse con su propia escopeta por accidente frente a su familia. En ese entonces Horacio contaba con 2 meses de vida. A partir de esta tragedia su madre decide mudarse a la ciudad de Córdoba en Argentina, para regresar a Salto 4 años después. En Salto (Uruguay), a través de una sucesión la familia adquirió una casa que utilizó para veraneo y que a partir del 23 de diciembre de 2004 es un Museo Casa Quiroga, en homenaje al escritor. 
En 1891 Pastora Forteza contrajo nuevas nupcias con Ascencio Barcos, que se convirtió en un buen padrastro para Horacio y con el cual mantuvo una relación muy sólida. La tragedia se apoderó de sus vidas otra vez cuando Barcos sufrió un derrame cerebral en 1896 que lo dejó semiparalizado y mudo. Se suicidó disparándose en la boca con una escopeta manejada con sus pies en presencia casual de Horacio, que tenía 18 años y estaba ingresando casualmente en la habitación.

### Formación

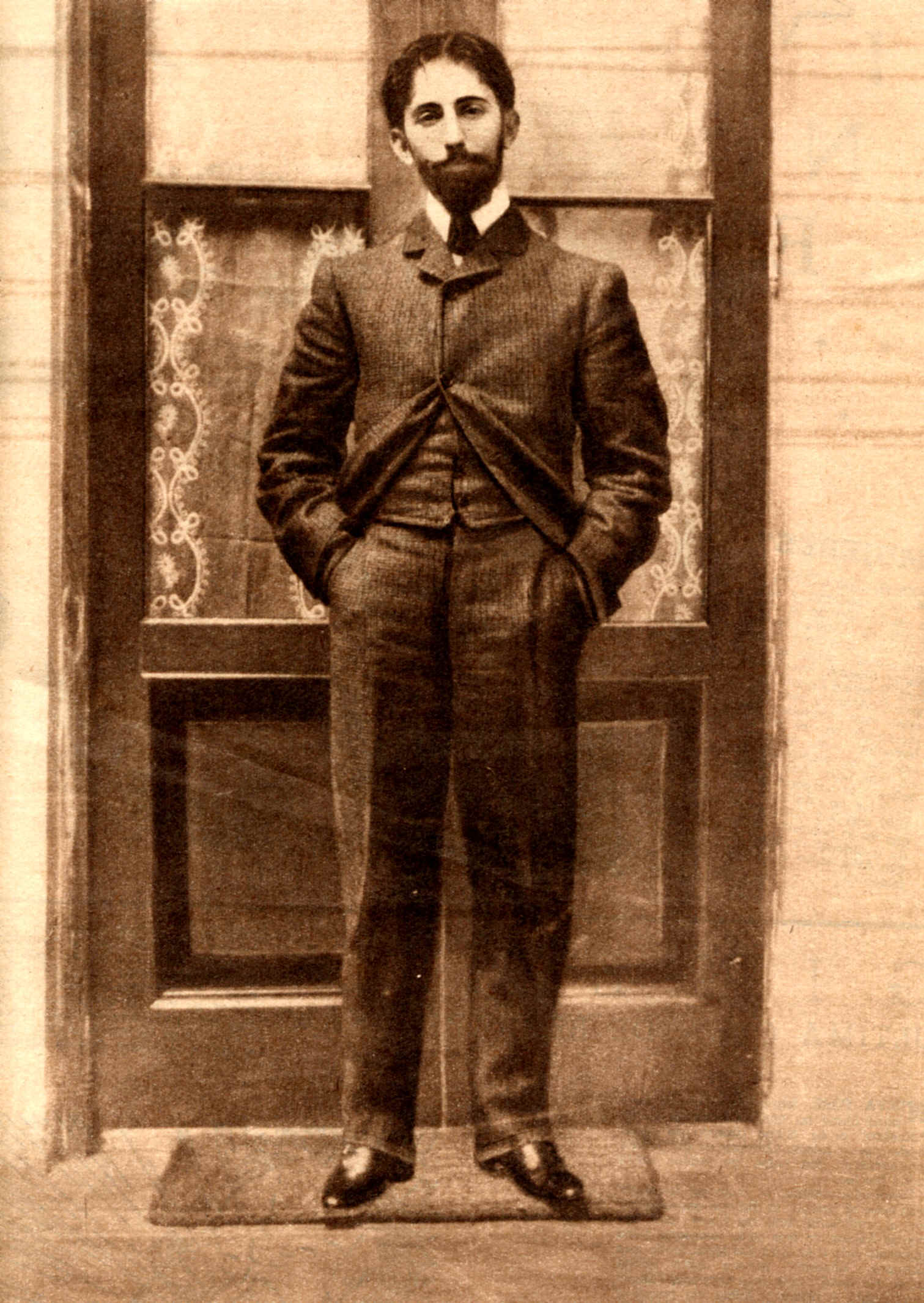
Horacio Quiroga a los 18 años, frente a su casa natal en Salto (Uruguay).

Hizo sus estudios en Montevideo, capital de Uruguay hasta terminar el colegio secundario. Estos estudios incluyeron formación técnica (Instituto Politécnico de Montevideo) y general (Colegio Nacional), y ya desde muy joven demostró interés por la literatura, la química, la fotografía, la mecánica, el ciclismo y la vida de campo. A esa temprana edad fundó la Sociedad de Ciclismo de Salto y viajó en bicicleta desde Salto hasta Paysandú (120 km). En esa época pasaba larguísimas horas en un taller de reparación de maquinarias y herramientas. Por influencia del hijo del dueño empezó a interesarse por la filosofía. Se autodefiniría como «franco y vehemente soldado del materialismo filosófico». Simultáneamente también trabajaba, estudiaba y colaboraba con las publicaciones La Revista y La Reforma. Aún se conserva su primer cuaderno de poesías, que contiene veintidós poemas de distintos estilos, escritos entre 1894 y 1897.
Durante el carnaval de 1898, conoció a su primer amor, María Esther Jurkovski, quien le inspiraría dos de sus obras más importantes: Las sacrificadas (1920) y Una estación de amor (1917). Pero los desencuentros provocados por los padres de la joven —que reprobaban la relación, debido al origen no judío de Quiroga— los llevó a separarse.

### Viaje a París
En 1900, se fundó la Revista de Salto. Después del suicidio de su padrastro, decidió invertir la herencia recibida en un viaje a París. Estuvo —contando el tiempo de viaje— cuatro meses ausente. Sin embargo, las cosas no salieron como había planeado: el mismo joven que había partido de Montevideo en primera clase regresó en tercera, andrajoso, hambriento y con una barba negra a la cual ya nunca más renunciaría. Resumió sus recuerdos de esta experiencia en Diario de un viaje a París (1900).

#### Consistorio del Gay Saber
Al volver a su país natal, Quiroga reunió a Federico Ferrando, Alberto Brignole, Julio Jaureche, Fernández Saldaña, José María Delgado y Asdrúbal Delgado, y fundó con ellos el «Consistorio del Gay Saber», una especie de laboratorio literario experimental donde todos ellos probarían nuevas formas de expresarse y preconizarían los objetivos modernistas de la generación del 900. Pese a su corta existencia, el Consistorio presidió la vida literaria de Montevideo y las polémicas con el grupo de Julio Herrera y Reissig. El Consistorio del Gay Saber fue uno de los cenáculos de Montevideo, junto con la Torre de los Panoramas. Estos lugares eran el centro de reunión de escritores y pensadores de principios del siglo XX. El Consistorio se desarrolló desde 1900 hasta 1902 en una pensión donde Horacio Quiroga alquilaba una habitación, en Montevideo. Emir Rodríguez Monegal manifestó que Quiroga, luego de su residencia en Salto, partió a la capital a vivir con Julio J. Jaureche en una casa de pensión situada en la calle 25 de Mayo 118, segundo piso, entre Colón y Pérez Castellano. Su amigo desde la adolescencia, Alberto J. Brignole, vivía cerca de allí (25 de Mayo 87). Con Asdrúbal E. Delgado y José María Fernández Saldaña, restauraron el viejo grupo, al que se sumó un primo de Jaureche, Federico Ferrando. En la habitación que compartía con Jaureche, fundó Quiroga el Consistorio. Fue su tercer cenáculo literario, y fue bautizado por Ferrando, inspirándose en las agrupaciones poéticas provenzales
La alegría que le provocó la aparición de su primer libro (Los arrecifes de coral) se vio opacada por la muerte de dos de sus hermanos, Prudencio y Pastora, víctimas de la fiebre tifoidea en el Chaco.
Ese mismo año, su amigo Federico Ferrando —quien había recibido malas críticas del periodista montevideano Germán Papini Zas—, comunicó a Quiroga que deseaba batirse en duelo con aquel. Horacio, preocupado por la seguridad de Ferrando, se ofreció a revisar y limpiar el revólver que iba a ser utilizado en la disputa. Pero mientras inspeccionaba el arma, se le escapó un disparo que impactó en la boca de Federico, matándolo instantáneamente. Llegada al lugar la policía, Quiroga fue detenido, sometido a interrogatorio y posteriormente trasladado a una cárcel correccional. Al comprobarse la naturaleza accidental del homicidio, el escritor fue liberado tras cuatro días de reclusión.
La culpa por la muerte de su compañero literario llevó a Quiroga a disolver el Consistorio y a abandonar el Uruguay para pasar a la Argentina. Cruzó el Río de la Plata en 1902 y fue a vivir con María, otra de sus hermanas. En Buenos Aires, el artista alcanzaría la madurez profesional, que llegaría a su punto culminante durante sus estancias en la selva. Además, su cuñado lo inició en la pedagogía y le consiguió trabajo bajo contrato como maestro en las mesas de examen del Colegio Nacional de Buenos Aires.

#### Misiones y Chaco

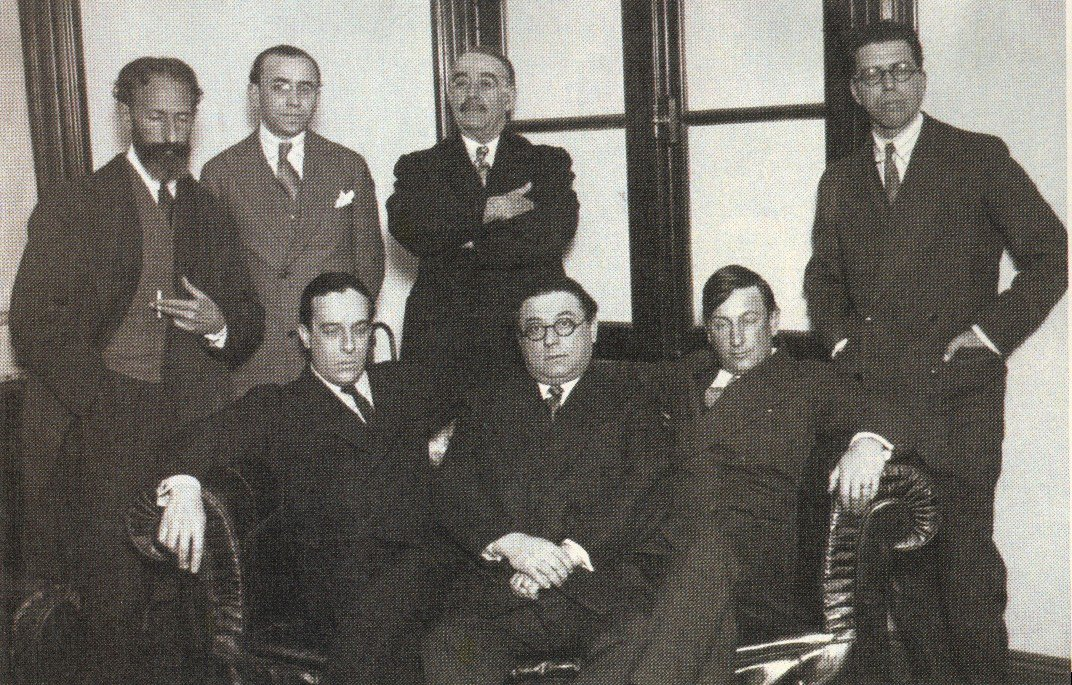
Reunión de literatos en Buenos Aires, 1928: Horacio Quiroga (primero a la izquierda), su amigo Leopoldo Lugones (de brazos cruzados), Baldomero Fernández Moreno (sentado a la izquierda) y Alberto Gerchunoff (sentado al centro).

Ya designado como profesor de castellano en el Colegio Británico de Buenos Aires en marzo de 1903,  en junio de ese mismo año y ya convertido en un fotógrafo experto, Quiroga quiso acompañar a Leopoldo Lugones en una expedición a Misiones, financiada por el Ministerio de Educación, en la que Lugones planeaba investigar unas ruinas de las misiones jesuíticas en esa provincia. La excelencia de Quiroga como fotógrafo hizo que Lugones aceptara llevarlo, y el uruguayo pudo documentar en imágenes ese viaje de descubrimiento.

#### Reconocimiento
Al regresar a Buenos Aires luego de su fallida experiencia en el Chaco, Quiroga abrazó la narración breve. Fue así como en 1904 publicó el libro de relatos El crimen de otro, fuertemente influido por el estilo de Edgar Allan Poe, que fue reconocido y elogiado, entre otros, por José Enrique Rodó. Estas primeras comparaciones con el «Maestro de Boston», no molestaban a Quiroga, que las escucharía con complacencia hasta el fin de su vida y respondería a menudo que Poe era su primer y principal maestro.
Durante dos años trabajó en varios cuentos, entre ellos de terror rural e historias para niños, pobladas de animales que hablan y piensan sin perder las características naturales de su especie. A esta época pertenecen la novela breve Los perseguidos (1905) —producto del viaje con Leopoldo Lugones por la selva misionera hasta la frontera con Brasil— y El almohadón de plumas, publicado en la revista argentina Caras y Caretas en 1905, que llegó a publicar ocho cuentos de Quiroga al año. A poco de comenzar a publicar en ella, Quiroga se convirtió en un colaborador famoso y prestigioso, cuyos escritos eran buscados por miles de lectores.

### Misiones

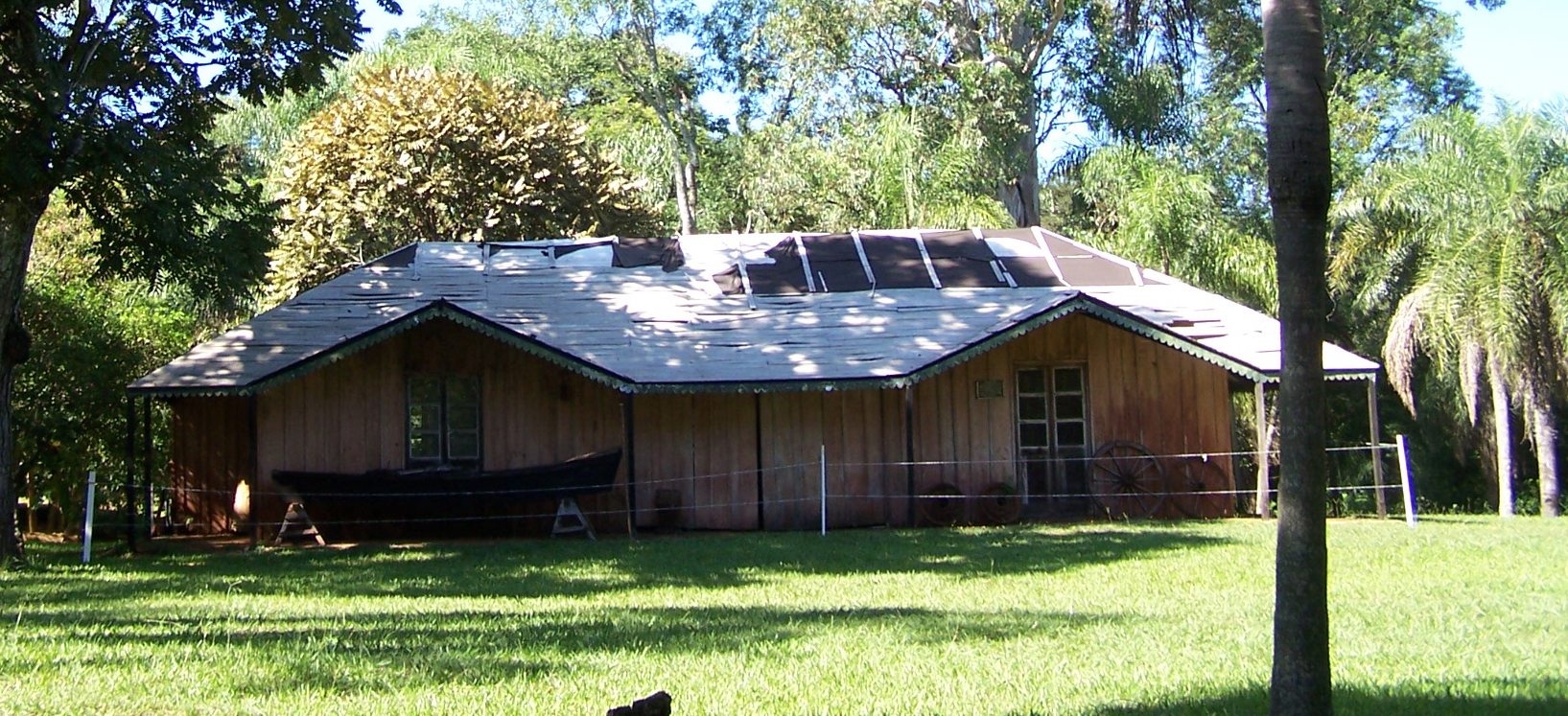
Reconstrucción exacta de la primera casa de Quiroga en San Ignacio. La original fue destruida por indígenas mbyá.

En 1906 Quiroga decidió volver a su amada selva. Aprovechando las facilidades que el gobierno ofrecía para la explotación de las tierras, compró una chacra (en sociedad con  su amigo uruguayo Vicente Gozalbo) de 185 hectáreas en la provincia de Misiones, sobre la orilla del Alto Paraná, y comenzó a hacer los preparativos destinados a vivir allí, mientras enseñaba Castellano y Literatura.
Durante las vacaciones de 1908, el literato se trasladó a su nueva propiedad, construyó las primeras instalaciones y comenzó a edificar el bungalow donde se establecería. Enamorado de una de sus alumnas —la adolescente Ana María Cires—, le dedicó su primera novela, titulada Historia de un amor turbio. Quiroga insistió en la relación frente a la oposición de los padres de la alumna y por fin obtuvo el permiso para casarse y llevarla a vivir a Misiones con él. Los suegros de Quiroga, preocupados por los riesgos de la vida salvaje, siguieron al matrimonio y se trasladaron a Misiones con su hija y yerno. Así pues, el padre de Ana María, su madre y una amiga de esta se instalaron en una casa cercana a la vivienda del matrimonio Quiroga.
Un año después, en 1911, Ana María dio a luz a su primera hija, Eglé Quiroga, en su casa en la selva. Durante ese mismo año, el escritor comenzó la explotación de sus yerbatales en sociedad con su amigo uruguayo Vicente Gozalbo y, al mismo tiempo, fue nombrado juez de paz (funcionario encargado de mediar en disputas menores entre ciudadanos privados y celebrar matrimonios, emitir certificados de defunción, etcétera) en el Registro Civil de San Ignacio. 
Al año siguiente nació su hijo menor, Darío. En cuanto los niños aprendieron a caminar, Quiroga decidió ocuparse personalmente de su educación. Desde muy pequeños, los acostumbró al monte y a la selva, exponiéndolos a menudo —midiendo siempre los riesgos— al peligro, para que fueran capaces de desenvolverse solos y de salir de cualquier situación. Fue capaz de dejarlos solos en la jungla por la noche o de obligarlos a sentarse al borde de un alto acantilado con las piernas colgando en el vacío. El varón y la niña, sin embargo, no se negaban a estas experiencias —que aterrorizaban y exasperaban a su madre—, sino que las disfrutaban. La hija aprendió a criar animales silvestres y el niño a usar la escopeta, manejar una moto y navegar, solo, en una canoa.

### Regreso a Buenos Aires
Ana María Cires (1890-1915) se suicidó ingiriendo un sublimado empleado en el revelado fotográfico, que le provocó una agonía de ocho días en que fue atendida por Horacio. Muy afectado, apenas volvería a mencionar a su primera esposa. Tras el suicidio de su joven cónyuge, Quiroga se trasladó con sus hijos a Buenos Aires, donde recibió un cargo de secretario contador en el Consulado General uruguayo en esa ciudad, tras arduas gestiones de unos amigos orientales.

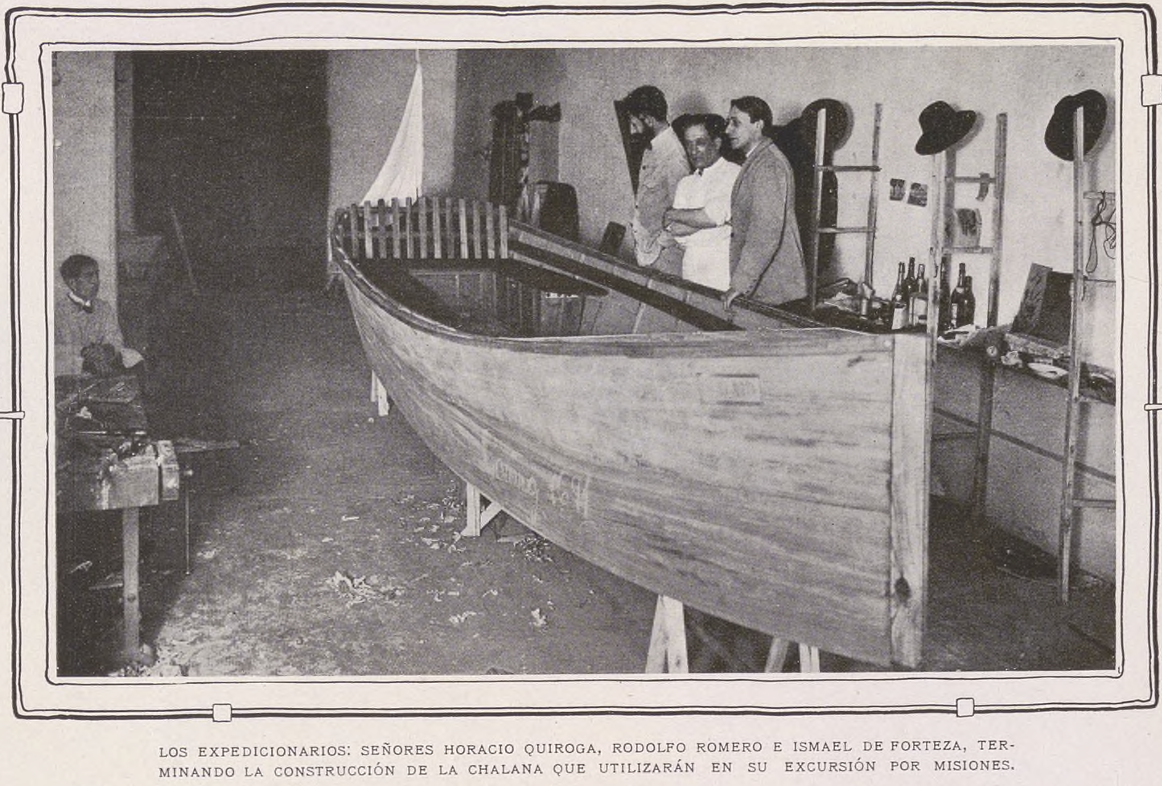
Horacio Quiroga en 1917 con la chalana con la que iniciará una expedición a Misiones.

A lo largo del año 1917 habitó con los niños en un sótano de la avenida Canning (hoy Raúl Scalabrini Ortiz) 164, alternando sus labores diplomáticas con la instalación de un taller en su vivienda y el trabajo en muchos relatos, que iban siendo publicados en prestigiosas revistas como las ya mencionadas, «P.B.T.» y «Pulgarcito». La mayoría de ellos fueron recopilados por Quiroga en varios libros, el primero de los cuales fue Cuentos de amor de locura y de muerte (1917). La redacción del libro le había sido solicitada por el escritor Manuel Gálvez —responsable de Cooperativa Editorial de Buenos Aires—, y el volumen se convirtió de inmediato en un enorme éxito de público y de crítica, y consolidó a Quiroga como el verdadero maestro del cuento latinoamericano.
Al año siguiente se estableció en un pequeño departamento de la calle Agüero, al tiempo que apareció su celebrado Cuentos de la selva —colección de relatos infantiles protagonizados por animales y ambientados en la selva misionera—. Quiroga dedicó este libro a sus hijos, que lo acompañaron durante ese período de pobreza en el húmedo sótano de dos pequeñas habitaciones y cocina-comedor.
Con dos importantes ascensos en el escalafón consular (primero a cónsul de distrito de segunda clase y luego a cónsul adscrito) llegó también su nuevo libro de cuentos, El salvaje (1919). Al año siguiente, siguiendo la idea del Consistorio, fundó Quiroga la «Agrupación Anaconda», un grupo de intelectuales que realizaba actividades culturales en Argentina y Uruguay. Su única obra teatral (Las sacrificadas) se publicó en 1920 y se estrenó en 1921, año en que salía a la venta Anaconda y otros cuentos, otro libro de cuentos. El diario argentino La Nación comenzó también a publicar sus relatos, que a estas alturas gozaban ya de popularidad. Colaboró también en La Novela Semanal. Entre 1922 y 1924, Quiroga participó como secretario de una embajada cultural a Brasil (cuya Academia de Letras lo distinguió especialmente) y, de regreso, vio publicado su nuevo libro: El desierto.
Por mucho tiempo el escritor se dedicó a la crítica cinematográfica, teniendo a su cargo la sección correspondiente de las revistas Atlántida, El Hogar y La Nación. También escribió el guion para un largometraje (La jangada florida) el cual jamás llegó a filmarse. Poco tiempo después, fue invitado a formar una Escuela de Cinematografía. El proyecto, financiado por inversionistas rusos y que contaría con la inclusión de Arturo S. Mom, Gerchunoff y otros, no prosperó.

### Regreso a Misiones
Poco después, Horacio regresó a Misiones. Esta vez nuevamente enamorado, esta vez era de una joven de 17 años, Ana María Palacio. Quiroga intentó convencer a los padres de que la dejasen ir a vivir con él a la selva. La negativa de estos y el consiguiente fracaso amoroso inspiró el tema de su segunda novela, Pasado amor, publicada en 1929. Finalmente, cansados ya del pretendiente, los padres de la joven la llevaron lejos y Quiroga se vio obligado a renunciar a su amor. En una parte de su vivienda, Horacio instaló un taller en el que comenzó a construir una embarcación a la que bautizaría «Gaviota». En su casa —ahora convertida en astillero— fue capaz de concluir esta obra y, puesta ya en el agua, la pilotó río abajo desde San Ignacio hasta Buenos Aires y realizó con ella numerosas expediciones fluviales.

### Segundo matrimonio

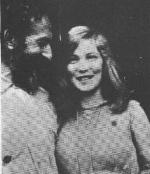
Quiroga junto a su segunda esposa, María Elena Bravo, en Misiones (1932).

A principios de 1926 Quiroga volvió a Buenos Aires y alquiló una quinta en el partido suburbano de Vicente López. En la cúspide de su popularidad, una importante editorial le dedicó un homenaje, del que participaron, entre otros, figuras literarias como Arturo Capdevila, Baldomero Fernández Moreno, Benito Lynch, Juana de Ibarbourou, Armando Donoso y Luis Franco. Amante de la música clásica, Quiroga asistía con frecuencia a los conciertos de la Asociación Wagneriana, afición que alternó con la lectura incansable de textos técnicos y manuales sobre mecánica, física y artes manuales.
Para 1927 Horacio había decidido criar y domesticar animales salvajes, mientras publicaba su nuevo libro de cuentos, Los desterrados, que es considerado el más logrado. Quiroga ya había fijado los ojos en quien sería su último y definitivo amor: María Elena Bravo, compañera de escuela de su hija Eglé, que sucumbió a sus reclamos y se casó con él en el curso de ese mismo año sin siquiera haber cumplido veinte años.

### Amistades
Además de los ya mencionados Leopoldo Lugones y José Enrique Rodó, la labor de Quiroga en el ámbito literario y cultural le granjeó la amistad y admiración de grandes e influyentes personalidades. De entre ellos se destacan la poeta argentina Alfonsina Storni y el escritor e historiador Ezequiel Martínez Estrada. Quiroga llamaba cariñosamente a este último «mi hermano menor».
Caras y Caretas, mientras tanto, publicó diecisiete artículos biográficos escritos por Quiroga, dedicados a personajes como Robert Scott, Luis Pasteur, Robert Fulton, H. G. Wells, Thomas de Quincey y otros. En 1929 Quiroga experimentó su único fracaso de ventas: la ya citada novela Pasado amor, que solo vendió en las librerías la exigua cantidad de cuarenta ejemplares. A la vez que comenzó a tener graves problemas conyugales.

### Último regreso a Misiones

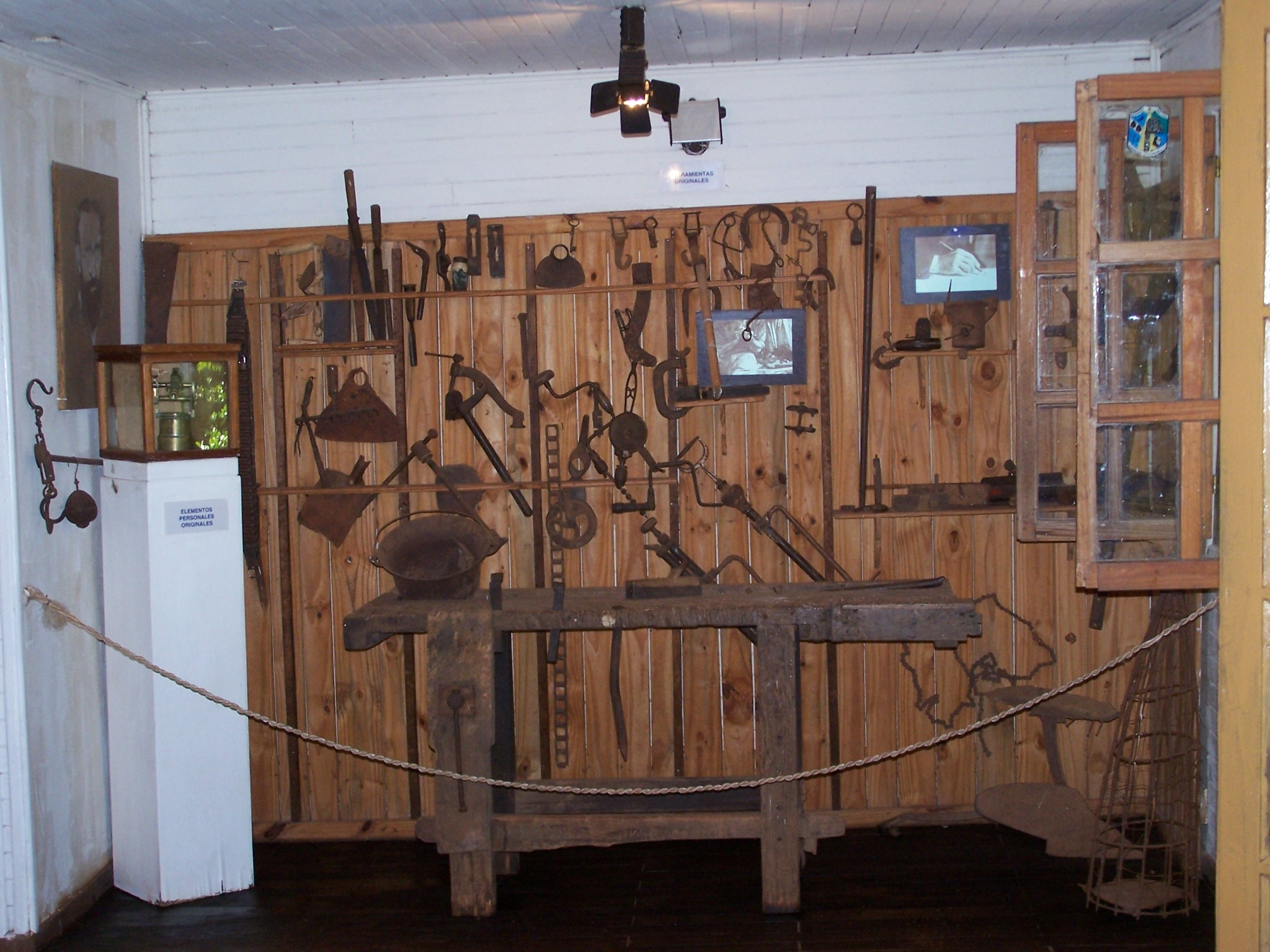
Taller de Quiroga.

A partir de 1932 Quiroga se radicó por última vez en Misiones, en el que sería su retiro definitivo, con su esposa y su tercera hija (María «Pitoca» Helena). Para ello, y no teniendo otros medios de vida, consiguió que se promulgase un decreto trasladando su cargo consular a una ciudad cercana. Los celos dominaban a Quiroga, quien pensó que en medio de la selva podría vivir tranquilo con su mujer y la hija de su segundo matrimonio.
Pero un avatar político provocó un cambio de gobierno, que no quiso los servicios del escritor y lo expulsó del consulado. Algunos amigos de Horacio, como el escritor salteño Enrique Amorim, tramitaron la jubilación argentina para Quiroga. Comenzando a partir de este problema, el intercambio epistolar entre Quiroga y Amorím se hizo numeroso. Las cartas que se conservan demuestran que Horacio hacía partícipe a su confidente de la mayor parte de sus problemas —casi todos de índole íntima y familiar—, pidiéndole consejos y ayuda: a la mujer de Quiroga —al igual que su infortunada antecesora— no le gustaba la vida en el monte y las peleas y violentas discusiones se volvieron diarias y permanentes.
En esta época salió a la venta una colección de cuentos ya publicados titulada Más allá (1935). A partir de su interés en las obras de Munthe e Ibsen, Quiroga se decantó por nuevos autores y estilos, y comenzó a planear su autobiografía.

### Enfermedad
En 1935 Quiroga comenzó a experimentar molestos síntomas, aparentemente vinculados con una prostatitis u otra enfermedad prostática. Las gestiones de sus amigos dieron frutos al año siguiente, concediéndosele una jubilación. Al intensificarse los dolores y dificultades para orinar, su esposa logró convencerle de trasladarse a Posadas, ciudad en la cual los médicos le diagnosticaron hipertrofia de próstata. Pero los problemas familiares de Quiroga continuarían: su esposa e hija lo abandonaron definitivamente, dejándole —solo y enfermo— en la selva de Misiones. Ellas volvieron a Buenos Aires, y el ánimo del escritor decayó completamente ante esta grave pérdida. Quiroga escribió en una carta a Martínez Estrada: "Cuando consideré que había cumplido mi obra -es decir que había dado de mí todo lo más fuerte- comencé a ver la muerte de otro modo. Algunos dolores, inquietudes, desengaños, acentuaron esa visión. Y hoy no temo a la muerte, amigo, porque ella significa descanso".
Cuando el estado de la enfermedad prostática hizo que no pudiese aguantar más, Horacio viajó a Buenos Aires para que los médicos tratasen sus padecimientos. Internado en el prestigioso Hospital de Clínicas de Buenos Aires a principios de 1937, una cirugía exploratoria reveló que sufría de un caso avanzado de cáncer de próstata, intratable e inoperable. María Elena estuvo a su lado en los últimos momentos, así como gran parte de su numeroso grupo de amigos.
Por la tarde del 18 de febrero una junta de médicos explicó al literato la gravedad de su estado. Algo más tarde Quiroga pidió permiso para salir del hospital, lo que le fue concedido, y pudo así dar un largo paseo por la ciudad. Es probable que ese día haya comprado en una farmacia el cianuro con que se suicidaría. Regresó al hospital a las 23:00. Al ser internado Quiroga, se había enterado de que en los sótanos se encontraba encerrado un monstruo: un desventurado paciente con espantosas deformidades similares a las del tristemente célebre inglés Joseph Merrick (el «Hombre Elefante»). Compadecido, Quiroga exigió y logró que el paciente —llamado Vicente Batistessa— fuera libertado de su encierro y se le alojara en la misma habitación donde estaba internado el escritor. Como era de esperar, Batistessa se hizo amigo y rindió adoración eterna y un gran agradecimiento al gran cuentista por su gran gesto humano.

### Suicidio
Desesperado por los sufrimientos presentes y por venir, y sintiendo que su vida había acabado, Quiroga confió a Batistessa su decisión: se anticiparía al cáncer y abreviaría su dolor, a lo que el otro se comprometió a ayudarle. Esa misma madrugada y en presencia de su amigo, Horacio Quiroga bebió un vaso de cianuro que lo mató en pocos minutos. "Es una muerte que nace desde dentro, que a pesar de la forma que asume... no es sino la culminación natural de esa vida. Una muerte a la medida del hombre que fue Quiroga". Su cadáver fue velado en la Casa del Teatro de la Sociedad Argentina de Escritores (SADE) que lo contó como fundador y vicepresidente. Tiempo después, sus restos fueron repatriados a su país natal. Uno de los deseos de Quiroga era que cuando muriera su cuerpo fuera cremado y sus cenizas esparcidas en la selva misionera.
Como sus familiares y amigos añoraban su regreso a Salto, resolvieron buscar algo que fuera simbólico y por eso decidieron hacer la urna en algarrobo y así se lo pidieron al escultor ruso Stepán Erzia. Erzia estuvo veinticuatro horas trabajando en esta pieza que se encuentra en el Museo Casa Quiroga en Salto, Uruguay.
Sus  tres hijos también se suicidaron. Eglé un año después, en 1938, Darío en 1952 y María Elena en 1988.
Alfonsina Storni le dijo a un amigo que la compasión era indigna frente a un hombre como Quiroga, ante su muerte escribió:
Morir como tú, Horacio, en tus cabales,
y así como siempre en tus cuentos, no está mal;
un rayo a tiempo y se acabó la feria …
Allá dirán.
No se vive en la selva impunemente,
ni cara al Paraná.
Bien por tu mano firme, gran Horacio …
Allá dirán.
“No hiere cada hora –queda escrito-,
nos mata la final.”
Unos minutos menos … ¿quién te acusa?
Allá dirán

## Estilo
Seguidor de la escuela modernista fundada por Rubén Darío y lector de Edgar Allan Poe y   Guy de Maupassant, Quiroga se sintió atraído por temas que abarcaban los aspectos más extraños de la naturaleza, a menudo teñidos de horror, enfermedad y sufrimiento para los seres humanos. Muchos de sus relatos pertenecen a esta corriente, cuya obra más emblemática es la colección Cuentos de amor de locura y de muerte.
Por otra parte, se percibe en Quiroga la influencia del británico Rudyard Kipling (El libro de la selva), que cristalizaría en su propio Cuentos de la selva, ejercicio literario de fantasía dividido en varios relatos protagonizados por animales. Su Decálogo del perfecto cuentista, dedicado a los escritores jóvenes, establece ciertas contradicciones con su propia obra. Mientras que el decálogo pregona un estilo económico y preciso, empleando pocos adjetivos, redacción natural y llana y claridad en la expresión, en muchos de sus relatos Quiroga no sigue sus propios preceptos, utilizando un lenguaje recargado, con abundantes adjetivos y un vocabulario por momentos ostentoso.
Al desarrollarse aún más su particular estilo, Quiroga evolucionó hacia el retrato realista (casi siempre angustioso y desesperado) de la salvaje naturaleza que le rodeaba en Misiones: la jungla, el río, la fauna, el clima y el terreno forman el andamiaje y el decorado en que sus personajes se mueven, padecen y a menudo mueren. Especialmente en sus relatos, Quiroga describe con arte y humanismo la tragedia que persigue a los miserables obreros rurales de la región, los peligros y padecimientos a que se ven expuestos y el modo en que se perpetúa este dolor existencial a las generaciones siguientes. Trató, además, muchos temas considerados tabú en la sociedad de principios del siglo XX, revelándose como un escritor arriesgado, desconocedor del miedo y avanzado en sus ideas y tratamientos. Estas particularidades siguen siendo evidentes al leer sus textos hoy en día.
Algunos estudiosos de la obra de Quiroga opinan que la fascinación del escritor con la muerte, los accidentes, y la enfermedad (temas que lo relacionan con Edgar Allan Poe y Baudelaire) se debe a la vida trágica que le tocó en suerte. Sea esto cierto o no, en verdad, Horacio Quiroga ha dejado para la posteridad algunas de las piezas más trascendentales de la literatura hispanoamericana del siglo XX.

## Análisis de su obra
Su primer libro, Los arrecifes de coral, compuesto por dieciocho poemas, treinta páginas de prosa poética y cuatro relatos, Quiroga pone en evidencia su inmadurez y confusión adolescente. Punto aparte, en los relatos ya está el germen del estilo modernista naturalista que identificaría al resto de su obra. Sus dos novelas Historia de un amor turbio y Pasado amor tratan sobre el mismo tema —que obsesionaba al autor en su vida personal—: los amores entre hombres maduros y jovencitas adolescentes.
En la primera de ellas Quiroga divide la acción en tres etapas. En la primera, una niña de nueve años se enamora de un hombre adulto. En la segunda parte, el hombre, que no se había percatado del amor de la niña, pasados ocho años (ella tiene ahora diecisiete) comienza a cortejarla. En la tercera parte el hombre narra la última etapa de su amor: han pasado diez años desde que la joven lo ha abandonado. La acción se inicia aquí: es el tiempo presente de la novela. En Pasado amor la historia se repite: un hombre maduro regresa a un lugar luego de años de ausencia y se enamora de una jovencita a la que había amado siendo niña.
Conociendo la historia personal de Quiroga, se evidencian las características autobiográficas de ambas novelas: hasta el nombre de la protagonista de Historia de un amor turbio es Eglé (así se llamaba la hija de Quiroga, de una de cuyas compañeritas se enamoró el escritor y que llegaría a ser su segunda esposa). Los avatares sentimentales de Quiroga con muchachas muy jóvenes pueblan el drama de estas dos novelas, con especial hincapié en la oposición de sus padres, rechazo que Quiroga había aceptado como parte integrante de su vida y con el que debió lidiar siempre.
Dejando a un lado el teatro de Quiroga, poco difundido y al que los críticos siempre han llamado «un error», lo más trascendente de su obra son los cuentos cortos, género en que el autor alcanza la madurez, impulsando en el mismo sentido a toda la narrativa latinoamericana. Es Horacio Quiroga el primero que se preocupa por los aspectos técnicos de la narrativa breve, puliendo incansablemente su estilo (para lo cual vuelve y rebusca siempre sobre los mismos temas) hasta alcanzar la casi perfección formal de sus últimas obras.
Claramente influido por Rubén Darío y los modernistas, poco a poco el modernismo del oriental comienza a volverse decadente, describiendo a la naturaleza con minuciosa precisión, pero dejando en claro que la relación de ella con el hombre siempre representa un conflicto. Extravíos, lesiones, miseria, fracasos, hambre, muerte, ataques de animales, todo en Quiroga plantea el enfrentamiento entre naturaleza y hombre, tal como lo hacían los griegos entre hombre y destino. La naturaleza hostil, por supuesto, casi siempre vence en la narrativa quiroguiana.
La morbosa obsesión de Quiroga por el tormento y la muerte es aceptada mucho más fácilmente por los personajes que por el lector: la técnica narrativa del autor presenta protagonistas acostumbrados al riesgo y al peligro que juegan según reglas claras y específicas. Saben que no deben cometer errores porque la selva no perdona y, al caer, lo hacen con algo de «espíritu deportivo» y suelen morir, dejando al lector ansioso y angustiado.
La naturaleza es ciega pero justa; los ataques sobre el campesino o el pescador (un enjambre de abejas enfurecidas, un yacaré, un parásito hematófago, una serpiente, la crecida, lo que fuese) son simplemente lances de un juego espantoso en el que el hombre intenta arrancar a la naturaleza unos bienes o recursos (como intentó Quiroga en la vida real) que ella se niega en redondo a soltar; una lucha desigual que suele terminar con la derrota humana, la demencia, las muertes o, simplemente, con la desilusión.
Hipersensible y excitable, dado a amores imposibles, frustrado en sus empresas comerciales pero aun así emocional y sumamente creativo, Quiroga abrevó en su propia vida trágica y en la naturaleza a la que estudió y padeció, con su férrea voluntad de trabajador y su sutil mirada de minucioso observador para construir una obra narrativa a la que la mayor parte de los críticos consideraron (y aún consideran) «poéticamente autobiográfica». Tal vez en este «realismo interno» u «orgánico» de las piezas de Quiroga resida el irresistible encanto que aún hoy ejercen sobre los lectores, que, sin darse cuenta, descubren en sus páginas la verdadera naturaleza del escritor que, tal vez como muy pocos en la literatura latinoamericana, fue capaz de susurrar sus propias palabras al oído, aunque a veces el murmullo se transforme en un grito desesperado.
Se considera que fue el primer crítico cinematográfico uruguayo; en su labor se nota la asociación de Hollywood con «la falta de creación y libertad artística» y la cinefilia como resistencia.

## Libros
Cronología bibliográfica de publicaciones en vida del autor:
- Diario de viaje a París (Testimonio y observaciones, Ed. Páginas de Espuma, Montevideo, 1900)
- Los arrecifes de coral (Prosa y verso, El Siglo Ilustrado, Montevideo, 1901)
- El crimen del otro (Cuentos, Ed. Emilio Spinelli, Buenos Aires, 1904)
- Los perseguidos (Relato, Ed. Arnaldo Moen y Hno., Buenos Aires, 1905)
- Historia de un amor turbio (Novela, Ed. Arnaldo Moen y Hno., Buenos Aires, 1908)
- Cuentos de amor de locura y de muerte (Cuentos, Soc. Coop. Editorial Ltda., Buenos Aires, 1917)
- Cuentos de la selva (Cuentos infantiles, Soc. Coop. Editorial Ltda., Buenos Aires, 1918)
- El salvaje (Cuentos, Soc. Coop. Editorial Ltda., Buenos Aires, 1920)
- Las sacrificadas (Cuentos escénicos en cuatro actos, Soc. Coop. Editorial Ltda., Buenos Aires, 1920)
- El hombre muerto (cuento), Diario porteño La Nación, Buenos Aires, 1920)
- Anaconda (Cuentos, Agencia Gral. de Librería y Publicaciones, Buenos Aires, 1921)
- El desierto (Cuentos, Ed. Babel, Buenos Aires, 1924)
- Los desterrados (Cuentos, Ed. Babel, Buenos Aires, 1926)
- Pasado amor (Novela, Ed. Babel, Buenos Aires, 1929)
- Suelo natal (Cuentos, Ed. Crespillo, Buenos Aires, 1931)
- Más allá (Cuentos, Soc. Amigos del Libro Rioplatense, Buenos Aires - Montevideo, 1935)
- A la deriva (cuento, 1907)